# Platón (cómico)
Platón fue un escritor de comedias de la Antigua Grecia contemporáneo de Aristófanes. La Suda le atribuye treinta obras, que no se han conservado. En varias de sus obras, como en Hipérbolo, Pisandro y Cleofonte, realizó sátiras de conocidas personalidades políticas de su época, de hecho sus títulos llevan el nombre de los políticos. En otras obras, como La Hélade  y Las islas trató temas de política griega, en general. Otra de sus obras, Faón, representada en 391 a. C., trató acerca de Faón, un personaje vinculado a Afrodita del que se enamoraban todas las mujeres.